# کنراد ریختر
کنراد مایکل ریختر (به انگلیسی: Conrad Michael Richter) رمان‌نویس آمریکایی و برنده جایزه پولیتزر برای داستان در سال ۱۹۵۱

## کتابشناسی
- دریای سبز (۱۹۳۷)
- اشراف زاده (۱۹۶۸)
- نوری در جنگل (۱۹۵۳)
- درختان (سرگذشت سیوارد) (۱۹۴۰)
- بازگشت
- شهر